# Белохолуницкий машиностроительный завод
ОАО «Белохолуни́цкий маши́ностроительный заво́д» — машиностроительное предприятие в Кировской области, градообразующее предприятие города Белая Холуница. Специализируется на производстве конвейеров и других подъёмно-транспортных механизмов. 30 июня 2016 года завод был признан банкротом, в марте 2017 года стало известно, что в качестве его инвестора выступил «Уральский завод металлоконструкций».

## История

### Основание Холуницких заводов

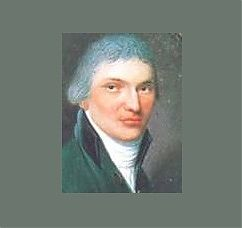
Аникита Сергеевич Ярцов

Ново-Троицко-Холуницкий завод был основан в 1764 году по инициативе и на средства генерал-прокурора Александра Ивановича Глебова. Руководил сооружением горный офицер Аникита Сергеевич Ярцов. Местом для строительства был выбран Слободской уезд Вятской провинции Казанской губернии, где были открыты месторождения железной руды. Первоначально, в 1761—1762 годах на реке Климковка был построен чугуноплавильный завод. Климковский пруд был мал и не мог обеспечить работу всех необходимых механизмов (приводимых в движение водяными колёсами на плотине), поэтому второй завод построили на более крупной реке Белая Холуница. Образованное после сооружения плотины водохранилище длиной двадцать и шириной полтора километров остаётся крупнейшим на территории Кировской области. Из климковского чугуна, доставляемого по воде, на Холуницком заводе вырабатывали железо, отличавшееся пластичностью и ковкостью. Во время весеннего половодья железо по рекам Белой Холунице, Вятке, Каме и Волге сплавляли в Казань, Нижний Новгород, Рыбинск, Ярославль, а оттуда — в Москву и портовые города.

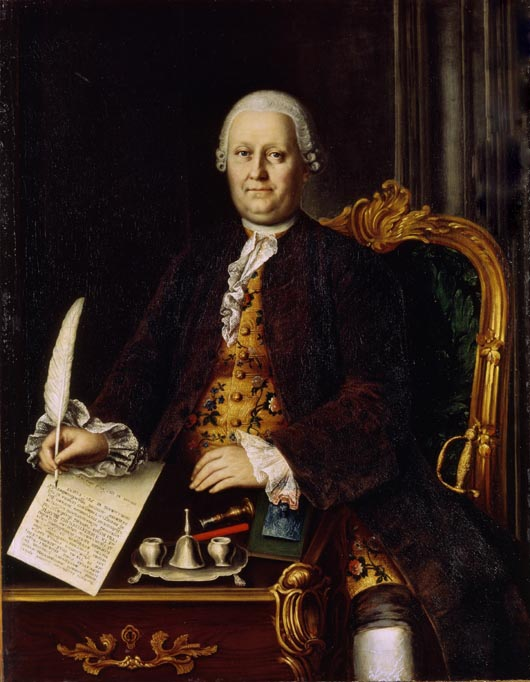
Савва Яковлевич Яковлев

В 1769 году новым владельцем заводов стал Савва Яковлевич Яковлев. Один из крупнейших российских промышленников продолжил их развитие, а также основал вблизи новые заводы — Боровский, Чернохолуницкий и Нижне-Троицкий. Сам Ново-Троицко-Холуницкий завод, переименованный в Главнохолуницкий, к началу XIX века стал крупнейшим металлургическим предприятием в Вятской губернии. В 1814 году ниже по течению Белой Холуницы был построен вспомогательный Богородский железоделательный завод.
Несмотря на рост выработки железа, при управлении внуком С. Я. Яковлева, А. И. Яковлевым, на заводах возникли миллионные долги, в связи с чем в 1828 году Холуницкие заводы были переданы в казённое управление, а в 1832 году по просьбе кредиторов на них была создана комиссия по управлению. Вошедший в её состав поверенный А. И. Яковлева надворный советник Дмитрий Дмитриевич Пономарёв выкупил 10 апреля 1838 года с торгов в Московском Губернском Правлении Холуницкие заводы. После его смерти в 1844 году управление заводами приняла вдова, Анастасия Петровна, продолжившая уделять большое внимание улучшению их работы.
В 1857 году она поставила управляющим Холуницкими заводами Василия Степановичи Пятова, за два года до того ставшего их главным механиком и начавшего модернизацию производства. В частности, им была устроена слесарная мастерская, начато строительство двухэтажного «механического заведения». Весной 1856 года по его проекту была построена газосварочная печь «для тяжёлого кубового железа» (котельного железа толщиной 1—1,5 дюйма), после пуска которой «железо вышло против обыкновенного мягче, что дознано практически при прокате оного». В новом качестве В. С. Пятов много времени уделял устройству различных прокатных станов, произведя расчёты и сделав калибровку валов для стана, прокатывающего круглое, квадратное и брусковое железо и проволоку. В те же годы было сделано его основное изобретение, описываемое в Большой Советской энциклопедии как «высокопроизводительный способ производства броневых плит прокаткой с химико-термическим упрочнением их поверхности». 4 июня 1859 года В. С. Пятов оставил должность управляющего и отбыл в Санкт-Петербург для подачи заявки привилегии на способ изготовления тяжеловесного железа прокаткой. Несмотря на получение 3 ноября 1860 года пятилетней привилегии, он не смог получить разрешение на внедрение метода на казённых заводах, и в 1864 году ненадолго вернулся к управлению Холуницкими заводами.

### В составе владений Поклевских-Козелл

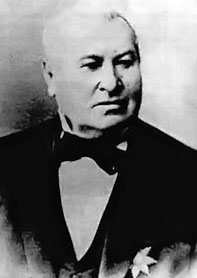
Альфонс Фомич Поклевский-Козелл

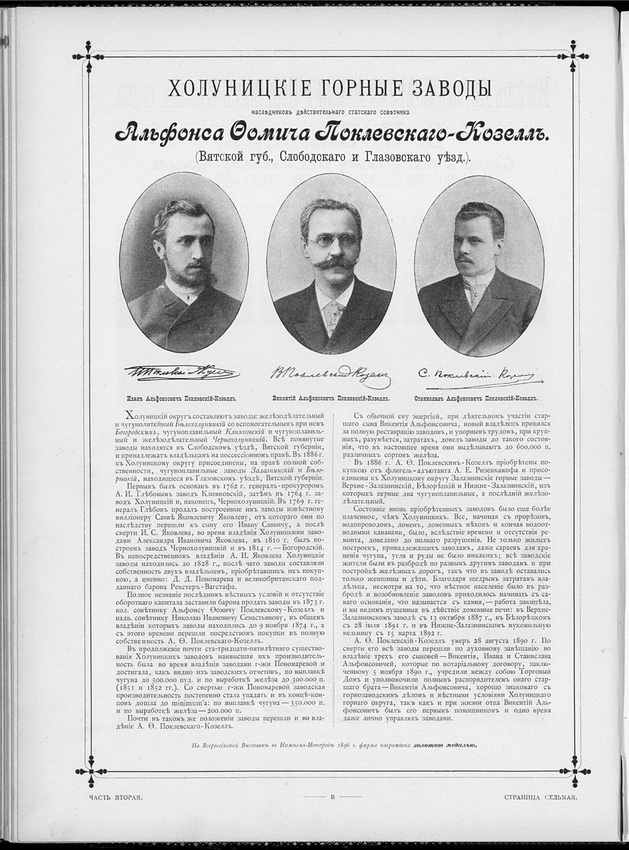
Страница альбома участников Нижегородской ярмарки 1896 года

Вскоре после его увольнения, основанному на мнении членов заводской конторы, убыточность заводов стала такова, что были сокращены заготовки руды, угля, дров и хлеба для рабочих, половина цехов бездействовала, объём производства упал. В 1865 году заводы были переданы в казённое управление, а 10 октября 1870 года — проданы англичанину, барону В. Р. Вагстафу, в свою очередь 27 сентября 1873 года передавшего их в равное долевое владение отставного надворного советника Альфонса Фомича Поклевского-Козелла и надворного советника Николая Ивановича Севастьянова (с 9 ноября 1874 года А. Ф. Поклевский-Козелл стал единоличным владельцем).

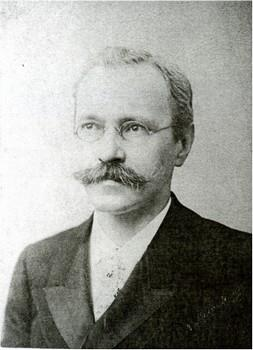
Викентий Альфонсович Поклевский-Козелл

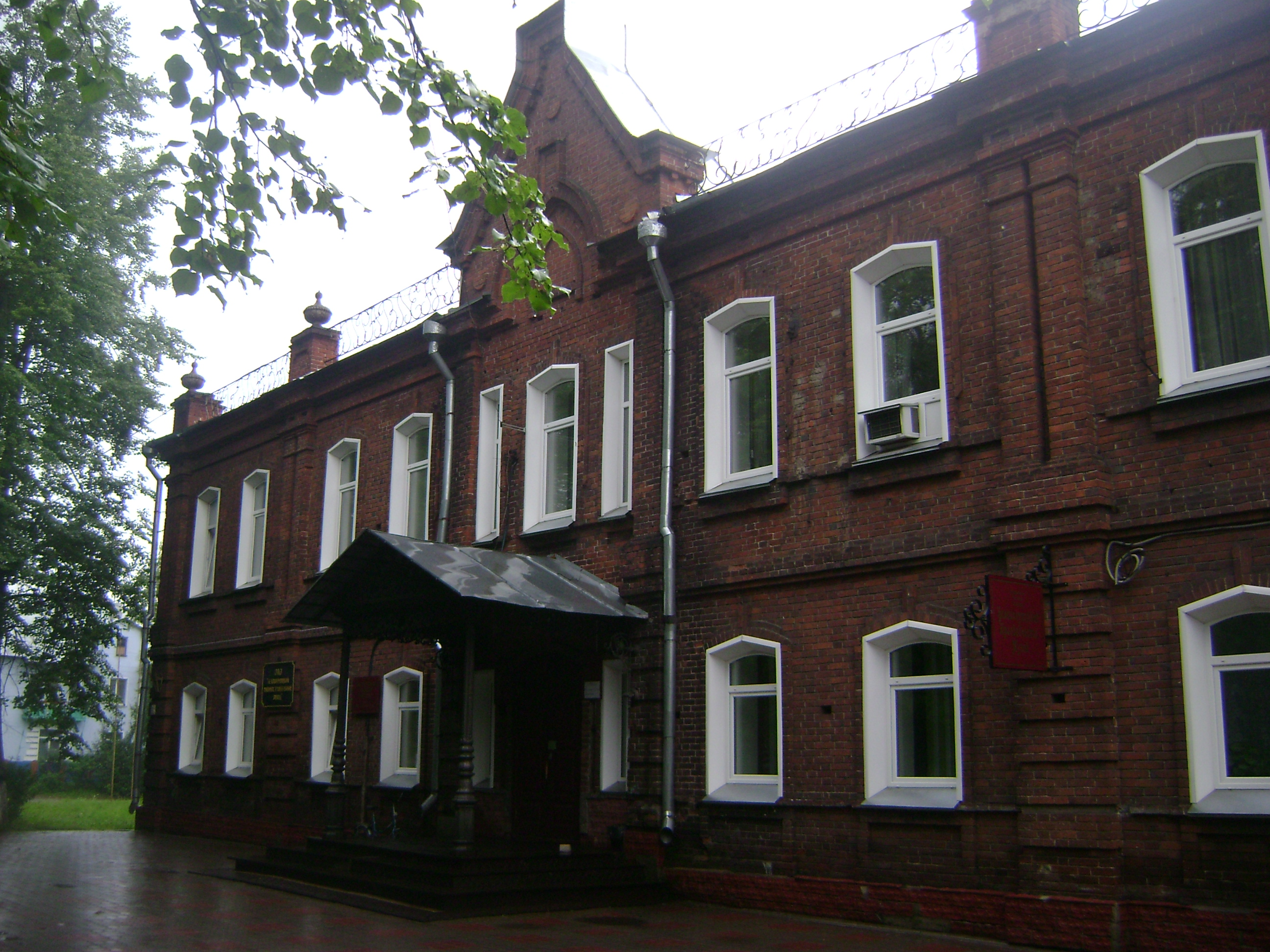
Управление Белохолуницкого железоделательного завода (1893)

В 1886 году А. Ф. Поклевский-Козелл приобрёл Залазнинские заводы и образовал в северо-восточной части Вятской губернии единый Холуницкий горнозаводский округ. Была проведена реконструкция всех предприятий, внедрены передовые технологии и механизмы. В 1895 году на Белохолуницком заводе было занято 2025 постоянных рабочих. Продукция завода была представлена на Казанской научно-промышленной выставке 1890 года, была основой стенда Холуницкого горнозаводского округа на Всероссийской промышленной выставке 1896 года в Нижнем Новгороде. В эти годы (1885—1896) на заводах работал Михаил Александрович Павлов, один из первых исследователей плавильного процесса доменных печей, будущий академик.
С 1890 года, после смерти А. Ф. Поклевского-Козелл, владельцем предприятий горнозаводского округа стал средний из его сыновей, Иван Альфонсович, который к 1902 году проиграл оборотные средства заводов и был объявлен несостоятельным должником. Заводы были переданы в ведение конкурсного управления, производство остановлено, а рабочие распущены. 4 ноября 1902 года рабочие послали телеграммы с просьбой о запуске заводов на имя императора Николая II и в адрес старшего брата Ивана — Викентия Альфонсовича, являвшегося распорядителем торгового дома «Наследники А. Ф. Поклевского-Козелл».
В ответ В. А. Поклевский-Козелл выделил 25 тысяч рублей, правительство 1 февраля 1903 года одобрило выдачу ссуды в размере 600 тысяч рублей, и в марте работа заводов была возобновлена. Однако общее падение цен на железо и нехватка оборотных средств в условиях, когда продажа и отправка продукции заводами проводилась только в период весенних паводков, привели к тому, что 16 сентября 1909 года управляющий объявил об их закрытии.

### Машиностроительное производство
В 1914 году казна вновь приобрела Холуницкие заводы и 16 января 1916 года передала Белохолуницкий, Чёрнохолуницкий и Климковский заводы в аренду Вятскому земству, которое решило организовать на них производство сельскохозяйственного инвентаря. В августе того же года были начаты расконсервация и восстановительные работы, к весне 1917 года было организовано новое производства и выпущены первые плуги (к концу года — 5200 штук).
В 1918 году Холуницкие заводы были национализированы, их основной продукцией стали сельскохозяйственные машины. В августе—сентябре 1941 года из украинского города Никополя в Белую Холуницу был эвакуирован завод подъёмно-транспортного оборудования. Указом Президиума Верховного Совета СССР от 18 сентября 1941 года Белохолуницкий завод сельскохозяйственного машиностроения был передан из Наркомата местной промышленности РСФСР в ведение Наркомата тяжёлого машиностроения СССР. Завод перешёл на производство снарядов для противотанковых и зенитных орудий, а в конце 1941 года развернул выпуск подъёмно-транспортного оборудования. До конца года их выпуск составил 27 стационарных транспортёров, элеваторов и шнеков, а в 1945 году — 476 транспортёров, 148 шнеков, 152 элеватора.
В послевоенный период потребность в подъёмно-транспортных механизмах возросла: они находили применение для восстановления разрушенных и строительства новых фабрик, заводов и шахт, сооружения каналов и каскадов гидроэлектростанций, в речном и морском портовом хозяйстве. Был начат выпуск конвейеров для горнорудной промышленности. В 1950-е годы завод внёс вклад в экономику развивающихся стран: так, на Бхилайский сталеплавильный завод в Индию было поставлено около 200 машин непрерывного транспорта (стационарные и передвижные ленточные конвейеры, элеваторы, шнеки, питатели). В дальнейшем в эту страну для нескольких ТЭЦ были поставлены ленточные конвейеры и барабанные сбрасывающие тележки (весом до 11 тонн каждая). В Египте машины завода работали на строительстве высотной Асуанской плотины и на коксохимических заводах Хелуан За период с 1966 по 1986 годы Белохолуницкий машиностроительный завод экспортировал 1508 конвейеров и 105 элеваторов. Среди стран-импортёров оборудования были Гана, Гвинея, Индонезия, Иран, Ирак, Йемен, Марокко, Мали, Нигерия, Пакистан, Турция, Финляндия, Цейлон.

### Период 2014 - н.в.
В настоящее время ликвидирован.

## Продукция
- Конвейеры ленточные:
  - стационарные
  - катучие
  - передвижные
  - телескопические
- Конвейеры винтовые (шнеки)
- Конвейеры скребковые
- Ковшовые элеваторы
- АСУ для конвейерных линий
- Горнолыжные мини-подъёмники
- Художественное литьё